# Batalla de Chengpu
La Batalla de Chengpu (chino simplificado: 城濮 之 战; chino tradicional: 城濮 之 战) tuvo lugar en 632 a. C. entre el Estado de Jin y el Estado de Chu y sus aliados durante el Período de las Primaveras y Otoños de la historia china. Fue la primera gran batalla en el conflicto prolongado entre los estados del valle del río Amarillo y los estados del valle del río Yangtze. La victoria de Jin confirmó la hegemonía del duque Wen de Jin y comprobó las ambiciones de Chu en el norte durante al menos una generación.

## Antecedentes
Tras la muerte del duque Huan de Qi en 643 a. C., el estado de Chu amplió su influencia hacia el norte, absorbiendo media docena de estados más pequeños como sus satélites. En 636 a. C., Chong'er, un príncipe ducal de Jin, después de pasar quince años en el exilio viajando por numerosos estados, llegó al poder como el duque Wen de Jin con la ayuda del duque Mu de Qin. Duque Wen asumió una posición de liderazgo entre los estados e instituyó numerosas reformas internas.
En los años previos al 632 a. C., el conflicto entre Jin y Chu se hizo cada vez más público y se caracterizó por cambios frecuentes en las alianzas entre los diversos pequeños estados que yacían en una estrecha franja de tierra entre los dos estados más grandes.
El rey Cheng de Chu atacó al estado de Song, el aliado de Jin más accesible desde el sur, en el invierno de 633 a. C. En represalia, una fuerza expedicionaria bajo el mando del duque Wen marchó hacia el sur en la primavera del año siguiente y ocupó los estados de Wei y Cao, ambos satélites de Chu. Las dos partes buscaron alianzas en los meses siguientes. Los estados de Shen, Xi, Chen y Cai, todos inmediatamente contiguos a Chu, se pusieron del lado del rey Cheng, así como del más distante Estado de Lu.

## Preludio
Como prometió el duque Wen al rey Cheng durante su exilio en Chu, el ejército Jin se retiró en "tres días de marcha" (退避三舍) (45 km.) antes de acampar en la llanura de Chengpu, en la frontera de Wei y Cao, en espera de una batalla decisiva. El retiro también vinculó a las fuerzas Jin con refuerzos de Qi y de Qin.
Solo la fuerza central del Chu bajo el primer ministro Ziyu (子玉) estaba compuesta enteramente de tropas de Chu. El ala izquierda bajo Zixi incorporó soldados de los satélites cercanos de Chu, Shen y Xi. El ala derecha debajo de Zishang comprendía completamente un destacamento independiente de los ejércitos de Chen y Cai, tal vez alrededor de un tercio (?) de toda la fuerza.
La fuerza de Jin se expandió antes de la expedición de dos ejércitos a tres: el superior, el central y el inferior; estos tres se reagruparon en alas antes de la batalla: el ejército superior en el ala derecha bajo el comandante Hu Mao y el vicecomandante Hu Yan, abajo a la izquierda el comandante Luan Zhi y el vicecomandante Xu Chen, el central permaneció en el centro bajo el comandante Xian Zhen y el vicecomandante Xi Zhen. El duque Wen no dirigió ni participó en la lucha.

## Batalla
En el cuarto día del cuarto mes de 632 a. C., las fuerzas rivales se encontraron.
La batalla comenzó con el avance de ambas alas del ejército de Jin. La derecha de Chu fue considerada como la más débil y Xu Chen, comandante del ala izquierda de Jin, atacó. Xu armó sus caballos de carro con pieles de tigre y lanzó un ataque urgente y vigoroso contra la derecha de Chu. El ataque tuvo éxito rápidamente, dispersando y demoliendo completamente el ala enemiga.
El Jin que quedaba se convirtió en una fuerza de contención, fijando el centro de Chu e impidiéndole atacar el centro de Jin o ayudando al ala izquierda de Chu, ya que en ambos casos el Jin que quedaba lo habría tomado en el flanco y en la retaguardia. Mientras tanto, el ala derecha de Hu Mao, Jin, había tenido una escaramuza con el enemigo, simulaba una retirada y llevaba consigo las dos grandes pancartas del propio comandante en jefe Jin. El Chu salió, compuesto de recaudaciones de los estados de Shen y Xi, pensó que el ala derecha de Jin había perdido y Ziyu ordenó una persecución. Un contingente de carros bajo Luan Zhi barrió al frente y arrastró las ramas de los árboles para levantar una nube de polvo y así oscurecer los movimientos de los hombres de Hu Mao que estaban dando vueltas y reformando.
Los Jin ayudados por el centro de Jin continuaron manteniendo sus posiciones contra el centro de Chu. Aunque el centro de Jin estaba temporalmente desordenado por un intenso de torbellino, fue eficaz para evitar que el centro de Chu apoyara su ala izquierda. Cuando el Chu salió avanzando, fue atrapado en el flanco por los guardaespaldas del duque Wen, compuesto por los hijos de los miembros del clan noble y los hijos de sus seguidores más cercanos y por lo tanto flanqueado por el ejército central de Jin. Mientras tanto, toda la fuerza de la derecha de Jin completó su recirculación y fue apoyado a la derecha por los carros de Luan Zhi para unirse al asalto. La izquierda de Chu quedó completamente destruida. Al ver sus dos alas envueltas, Ziyu ordenó una retirada general.

## Evaluación
La Batalla de Chengpu es una de las batallas más grandes del Período de Primaveras y Otoños y la más detallada en Zuo Zhuan. Sin embargo, la ubicación de la batalla sigue siendo oscura: dos posibilidades poco concluyentes son las cercanías de Chenliu, Henan y el área suroeste del condado de Juancheng, Shandong. Después de regresar al norte, el duque Wen fue reconocido por el Rey de Xiang de Zhou como el primero entre los señores feudales. Una conferencia multiestatal en Jiantu en el 631 a. C. encabezada por el duque Wen confirmó su apoyo a la familia real Zhou y juró un pacto de alianza. La batalla, sin embargo, no fue efectiva a largo plazo al restringir el poder de Chu.